# جامعة ماك إيوان
جامعة ماك إيوان هي جامعة عامة في كندا تأسست عام 1971. تقع في مدينة إدمونتون.